# Idea Prokom Open 2004
Die Idea Prokom Open 2004 waren der Name eines Tennisturniers der WTA Tour 2004 für Damen sowie eines Tennisturniers der ATP Tour 2004 für Herren, welche zeitgleich vom 9. bis 15. August 2004 in Sopot stattfanden.